# 南峰街道
南峰街道，中国浙江省台州市仙居县下辖的一个街道。

## 行政区划
南峰街道现辖：
水孔头社区、小南门社区、南门社区、南门村、水孔头村、小南门村、柴岭下村、管山村、下陈村、上应村、浮石园村、东坑村、下佃山村、卜家岙村、赵岙村、黄湖村、东岸村、清口园村、石板路村、船山村、下垟底村、上童村、下新屋村、黄坦树村、下郭村和东兴村。

## 交通
- 金台铁路：仙居南站